# Aerographen
Aerographen ist ein Aerogel auf Graphen-Basis und seit März 2013 der Feststoff mit der geringsten Dichte. Es wurde an der chinesischen Zhejiang-Universität entwickelt und besteht aus einer Mischung aus Kohlenstoffnanoröhren und Graphen. Im Gegensatz zu anderen Aerogelen wird es nicht im Sol-Gel-Verfahren, sondern durch Gefriertrocknung hergestellt, was eine größere Freiheit bei der Gestaltung der Stoffstruktur erlaubt.

## Eigenschaften
Aerographen verfügt mit 0,16 mg/cm³ (ohne enthaltene Luft) über eine extrem geringe Dichte. Gleichzeitig ist es extrem stabil und kann in seinen Poren das 900-fache seiner Eigenmasse an Öl aufnehmen.